# Яромир Шиндел
Яромир Шиндел (чеськ. Jaromír Šindel; 30 листопада 1959, Острава, Чехословаччина) — чехословацький хокеїст, воротар. Чемпіон світу 1985 року. 

## Клубна кар'єра
В чемпіонаті Чехословаччини грав за «Вітковіце» (1977–1983), їглавську «Дуклу» (1983–1985) та празьку «Спарту» (1985–1989). Тричі здобував золоті нагороди чемпіонату Чехословаччини: 1981, 1984, 1985.
П'ять сезонів провів у фінській СМ-лізі. У 1989–1992 виступав за «Рейпас» із Лахті, а у 1992–1994 — «Таппара» (Тампере).
Останній сезон провів у складі «Спарти». Всього в чемпіонатах Чехословаччини та Чехії провів 419 матчів.

## Виступи у збірній
У складі національної збірної був учасником двох Олімпіад (1984, 1988). У Сараєво здобув срібну нагороду.
Брав участь у п'яти чемпіонатах світу та Європи (1981, 1985–1987, 1989). На світових чемпіонатах виграв одну золоту (1985) та три бронзові нагороди (1981, 1987, 1989). Віце-чемпіон Європи 1985, 1987, 1989; третій призер 1981. За збірну виступав на двох кубках Канади: 1984, 1987 (всього три матчі).
На чемпіонатах світу та Олімпійських іграх провів 11 матчів, а всього у складі національної збірної — 76 матчів. У 1994 році провів два поєдинки у складі збірної Чехії.

## Тренерська діяльність
На посаді головного тренера працював у празькій «Спарті» (2000-01), «Кладно» (2001-02), «Млада Болеславі» (2008-09), «Славії» (Тршебич) і «Словані» з міста Усті-над-Лабемом.
Його син, Якуб Шиндел — чемпіон Чехії 2006 у складі «Спарти».

## Нагороди та досягнення
| Нагороди                 | Команда               | Кіл. | Роки             |
| ------------------------ | --------------------- | ---- | ---------------- |
| Олімпійські ігри         |                       |      |                  |
| Срібло                   | Чехословаччина        | 1    | 1984             |
| Чемпіонат світу          |                       |      |                  |
| Золото                   | Чехословаччина        | 1    | 1985             |
| Бронза                   | Чехословаччина        | 3    | 1981, 1987, 1989 |
| Кубок Канади             |                       |      |                  |
| Півфінал                 | Чехословаччина        | 1    | 1987             |
| Чемпіонат Європи         |                       |      |                  |
| Срібло                   | Чехословаччина        | 3    | 1985, 1987, 1989 |
| Бронза                   | Чехословаччина        | 1    | 1983             |
| Чемпіонат Чехословаччини |                       |      |                  |
| Золото                   | «Вітковіце» (Острава) | 1    | 1981             |
| Золото                   | «Дукла» (Їглава)      | 2    | 1984, 1985       |